# 2005 K리그 자유선발
2005년 K리그는 구단별 자유계약제로 신인선수를 선발하였다. 2005년에는 박주영 스카우트 파동으로 인해 다음 해 드래프트 제도가 다시 부활하게 된다. 
2005년 K리그 신인선수 선발 결과는 다음과 같다.
| 팀                 | 지명선수                                                                                    |
| ------------------ | ------------------------------------------------------------------------------------------- |
| 전남 드래곤즈      | 양상민, 이동원, 이동영, 김석만, 이대륜, 이강혁, 차기석                                      |
| 부천 SK            | 조용형, 조민혁, 박진옥, 박철형, 김재성, 황지윤, 최재영 신대경, 김태종, 김진신, 홍운, 최동수 |
| 대구 FC            | 이문선, 정의준, 오장은, 김근철, 임현우, 최성환, 김우철 최석도, 김주환, 송정우               |
| 성남 일화 천마     | 김태윤, 임충현, 전상욱, 신영철, 강민혁, 정양한, 김정호 이정규, 박광민, 오영상, 노정환       |
| 수원 삼성 블루윙즈 | 황규환, 이현진, 차건명, 최성현, 김상덕, 황무규, 전현규 김상기, 이용찬                       |
| 전북 현대 모터스   | 이인식, 한동혁, 구현서, 전광환, 김민규                                                      |
| 부산 아이파크      | 신수진, 조영민, 박기필                                                                      |
| 울산 현대 호랑이   | 이성규, 박병규, 하승룡, 배관영, 김영삼, 이규철, 한제광 김백관, 양동현                       |
| 대전 시티즌        | 권덕용, 이필주, 우승제, 양동원, 이세인                                                      |
| 포항 스틸러스      | 김현기, 이원재, 고슬기, 김두희, 이재동, 김명중                                              |
| 인천 유나이티드    | 한국, 최효진, 엄형화, 박종찬, 박승민, 김용한, 윤영환                                        |
| FC 서울            | 박주영, 곽태휘, 김호준, 김태진, 이상협                                                      |